# Philip Boggs
Philip George Boggs (* 29. Dezember 1949 in Akron; † 2. Juli 1990 in Miami) war ein US-amerikanischer Wasserspringer. Er dominierte in den 1970er Jahren das Kunstspringen, wurde zwischen 1973 und 1978 als erster Wasserspringer dreimal Weltmeister und gewann 1976 Olympiagold.
Boggs gewann bei der ersten von der FINA offiziell veranstalteten Weltmeisterschaft in Belgrad im Jahr 1973 den Titel im Kunstspringen vom 3-m-Brett. 1975 in Cali und 1978 in Berlin verteidigte er seinen Titel erfolgreich. Boggs war damit der erste Wasserspringer, der dreimal Weltmeister wurde und ist bis heute der einzige Wasserspringer, der im Kunstspringen vom 3-m-Brett drei Weltmeistertitel gewinnen konnte. Sein größter sportlicher Erfolg gelang Boggs bei den Olympischen Spielen 1976 in Montreal. Er wurde im Kunstspringen überlegen Olympiasieger. Boggs war zudem bei Panamerikanischen Spielen erfolgreich. 1975 gewann er in Mexiko-Stadt im 3-m-Kunstspringen Silber, 1979 in San Juan wiederholte er seine Silbermedaille und gewann mit Bronze vom 10-m-Turm außerdem seine einzige internationale Medaille im Turmspringen. Boggs wurde insgesamt neunmal US-amerikanischer Meister.
Nach einem Studium an der University of Miami diente Boggs zwischen 1971 und 1976 in der United States Air Force. Danach studierte er Jura an der University of Michigan und arbeitete in Miami. Er trat auch als Sportkommentator in Erscheinung. Verheiratet war er mit Micki King, ebenfalls eine erfolgreiche Wasserspringerin und Olympiasiegerin im Kunstspringen 1972 in München. 1985 wurde Boggs in die International Swimming Hall of Fame aufgenommen. Boggs starb im Alter von 40 Jahren an Lymphdrüsenkrebs.